# SieMatic
SieMatic is een Duitse keukenfabrikant. Het hoofdkantoor is gevestigd in Löhne, Noordrijn-Westfalen. Het bedrijf levert in 2016 aan meer dan 60 landen.
In 2007 behaalde het bedrijf een omzet van € 130 miljoen en in 2012 waren er ongeveer 500 medewerkers in dienst.

## Geschiedenis

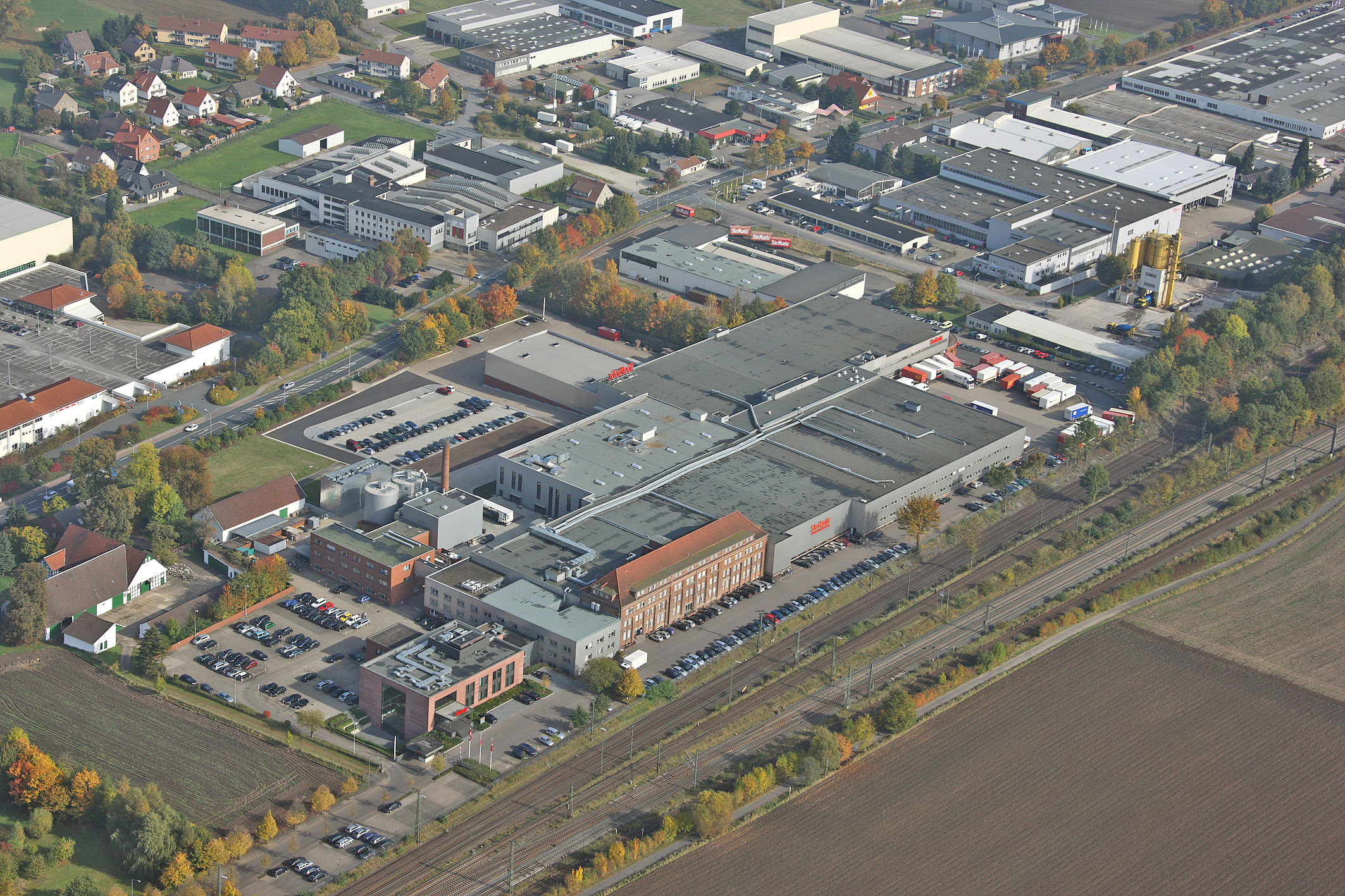
Hoofdkantoor Löhne (2008)

In 1929 richtte August Siekmann op het terrein van de Keulen-Minden-Spoorwegmaatschappij een fabriek op waar keukenmeubilair werd geproduceerd. Het bedrijf kreeg de naam August Siekmann Möbelwerke. In 1931 stelde de Möbelwerke hun producten voor op de Leipziger Messe: Keukenbuffetten met namen als ‘Erna’, ‘Hannelore’ of ‘Ruth’.
Tijdens de Tweede Wereldoorlog zijn grote delen van de fabriek verwoest, maar in 1946 nam het bedrijf de productie van keukens weer op. In 1953 werd met de productie van keukenbuffetten voor het eerst een omzet van meer dan een miljoen gehaald en werd er een nieuw kantoor gebouwd. In 1960 kwam SieMatic als eerste met een keukenontwerp met kastdeuren zonder zichtbare handgrepen. Vanaf dat moment werd SieMatic zowel de merknaam als officiële bedrijfsnaam.
SieMatic was in de jaren 90 van de vorige eeuw de eerste keukenfabrikant die gebruik maakte van medium-density fibreboard (mdf).